# Missoni
Missoni (итал. Missoni) — итальянский дом высокой моды, специализирующийся на производстве мужской, женской и детской одежды, обуви и аксессуаров.

## История

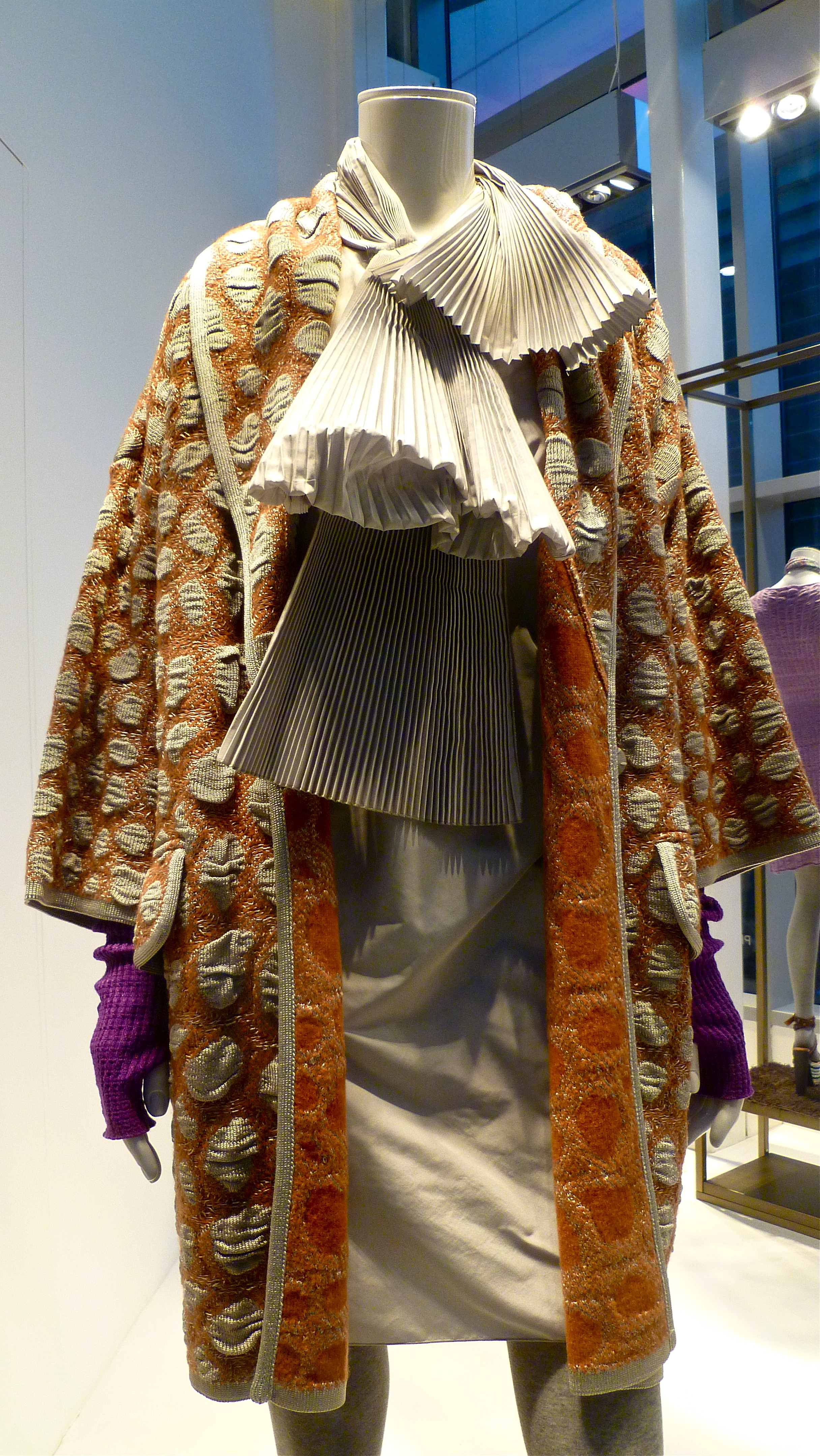

Компания была основана в 1953 году, когда Оттавио и Розита Миссони открыли небольшую трикотажную мастерскую в Галларате, Италия.
Они представили свою первую коллекцию под маркой Missoni в 1958 году в Милане. Бренд процветал при поддержке редактора моды Анны Пьяджи, а далее — в журнале Arianna.
Розита познакомилась с французским стилистом Эммануэль Кханом в Нью-Йорке в 1965 году, что привело к сотрудничеству и созданию новой коллекции в следующем году.
В апреле 1967 года их пригласили показать коллекцию во дворце Питти во Флоренции. Розита сказала моделям снять бюстгальтеры, предположительно потому, что они были неправильного цвета, и показала тонкие блузки из ламе. Материал стал прозрачным под светом и вызвал сенсацию. Миссони не были приглашены в следующем году, но бизнес вырос — в США дизайнеров Missoni отстаивала Диана Вриланд, редактор американского Vogue и при её участии был проведен показ бренда в Нью-Йорке — коллекции появились в 1968 году в универмаге «Блумингдейлс». 
Первая трикотажная фабрика была открыта в Сумираго (Ломбардия) в 1969 году.
Миссони достиг пика своего влияния в мире моды в начале 1970-х годов. 
В 1976 году в Милане был открыт первый монобрендовый бутик «Missoni».
В 1979 году была запущена мужская линия бренда.
Затем Тай Миссони стал больше интересоваться другими проектами, проектированием костюмов для Ла Скала, коврами и гобеленами. Розита Миссони потеряла интерес к моде в 1990-х годах, и в 1998 году ее дочь Анжела заменила ее, в то время как Розита занималась кампанией «Missoni Home».
13 сентября 2011 года Missoni вновь кратко попала в заголовки газет, когда Target Stores предложили недорогие варианты продуктов Миссони в своих магазинах и на своем веб-сайте. Большинство товаров было распродано в течение 24 часов, за пределами магазинов были длинные очереди, и целевой веб-сайт был перегружен. Некоторые товары появились на eBay по более высокой цене в течение нескольких часов, и Target не обновлял их[прояснить].
С 2014 года креативным директором «Missoni» стала Росселла Джардини, бывший дизайнер модного дома Moschino.
В 2017 году Дженнифер Лопес и Миссони объединились вместе с «Фондом исследований рака женщин» и «Saks Fifth Avenue», чтобы организовать сбор средств на анализ рака. Лопес помогает рекламировать тройники Миссони с ограниченным тиражом 35 долларов[прояснить], а прибыль идёт 12 различным благотворительным организациям по борьбе с этим заболеванием.

## Бренды
Среди брендов Миссони — Missoni Sport, который был первоначально лицензирован и введен в оборот в январе 2002 года и в настоящее время прекращен. 
В 1998 году была запущена новая линия M Missoni, которая производится и распространяется «Marzotto».
Missoni Home имеет свои корни в мебельных тканях, выпущенных в 1981 году в сотрудничестве с семейной фирмой Розиты.
Бренд выпустил свой первый парфюм в 1982 году. В настоящее время лицензия принадлежит компании Estée Lauder.
В ноябре 2005 года Миссони и Rezidor Hotel Group подписали соглашение о создании отеля «Missoni». 
Летом 2009 года бренд открыл свой первый пятизвездочный отель «Hotel Missoni Edinburgh» в Эдинбурге (Шотландия), по адресу 1 George IV Bridge; соглашение об отеле прекращено в 2014 году.
В 2017 году Missoni Baia, первое предприятие Миссони в сфере развития жилой недвижимости, открыло свой путь в Майами, штат Флорида. Комплекс из 249 единиц должен был быть завершён к концу 2020 года.

## Наследство
В 1996 году Оттавио и Розита Миссони передали контроль над бизнесом своим трем детям: 
Витторио Миссони был директором по маркетингу (до 2013 года), 
Лука был дизайнером мужской одежды (до 2008 года), 
Анжела была дизайнером женской одежды и занималась мужской после Луки (до 2014 года), когда он стал ответственным за архив и события. Маргарита Миссони занималась дизайном аксессуаров и моделями для Миссони; сегодня она управляет своей собственной линией детской одежды, которая никак не связана с брендом.